# Manuel Alves Setúbal
Manuel Alves Setúbal (séc. XVIII) foi um arquiteto e entalhador português do período colonial do Brasil, atuante no Rio de Janeiro. 
Pelo nome, acredita-se que tenha nascido em Setúbal em cerca de 1720. Como mestre de obras, foi responsável pelo projeto e construção da Igreja da Ordem Terceira do Carmo do Rio de Janeiro (1755-1770). Possivelmente foi também o autor da Igreja de Nossa Senhora do Monte do Carmo, localizada ao lado da anterior e estilisticamente semelhante a esta.
Como entalhador, realizou em 1745 um magnífico arcaz de madeira de jacarandá para a sacristia do Convento de Santo Antônio do Rio de Janeiro.